# Alopecosa canaricola
Alopecosa canaricola este o specie de păianjeni din genul Alopecosa, familia Lycosidae, descrisă de Schmidt în anul 1982.
Este endemică în Insulele Canare. Conform Catalogue of Life specia Alopecosa canaricola nu are subspecii cunoscute.